# Mychocerus sparsus
Mychocerus sparsus is een keversoort uit de familie dwerghoutkevers (Cerylonidae). De wetenschappelijke naam van de soort werd in 1941 gepubliceerd door Howard Everest Hinton.